# اسکیلد کامپوزیتس وایت نایت
اسکیلد کامپوزیتس وایت نایت (به انگلیسی: Scaled Composites White Knight) یک هواگرد ساختِ کارخانهٔ اسکیلد کامپوزیتس در کشور ایالات متحده آمریکا است. این هواگرد برای نخستین بار در ۱ اوت ۲۰۰۲ میلادی مورد استفاده قرار گرفت.